# Egorlyk
L'Egorlyk (in russo Егорлык?), anche Bol'šoj Egorlyk (Большо́й Егорлы́к), è un fiume della Russia europea meridionale  tributario del bacino Proletarskoe costruito sul Manyč occidentale. Scorre nel Territorio di Stavropol', in Calmucchia e nell'oblast' di Rostov. Appartiene al bacino del Don.

## Descrizione
Le sorgenti del fiume si trovano sul versante nord-orientale del monte Strižament, a un'altitudine di 831 metri, a 2 chilometri dal villaggio di Novoekaterinovskaja. È un tipico fiume della steppa con una leggera pendenza e un flusso lento, che scorre nella direzione da sud a nord pur cambiando spesso direzione in un corso simile a una grande 'esse' e attraversando molti villaggi. Sfocia nel bacino Proletarskoe (a 181 km dalla foce del Manyč occidentale) vicino al villaggio di Novyj Manyč; l'altezza della foce è di 13 metri. Ha una lunghezza di 448 km. Il bacino del fiume è di 15 300 km². I suoi maggiori affluenti sono: Tašla (lungo 72 km), Bol'šaja Kugul'ta (112 km) e Kalaly (111 km). 
Sul fiume sono stati creati i bacini idrici di Sengileevskoe, Egorlykskoe e Novotroickoe con le rispettive omonime centrali idroelettriche.